# The Night They Came Home
The Night They Came Home es una película de suspenso del oeste estadounidense de 2024, dirigida por Paul G. Volk y escrita por John A. Russo y James O'Brien. Está protagonizada por Brian Austin Green, Robert Carradine, Charlie Townsend, Tim Abell, Kelsey Reinhardt y Danny Trejo.
La película fue estrenada por Lionsgate Home Entertainment el 12 de enero de 2024.

## Sinopsis
En el Viejo Oeste, a finales del siglo XIX, un mariscal estadounidense se asocia con nativos americanos para cazar a Rufus Buck Gang en el territorio indio.

## Reparto
- Charlie Townsend como Rufus Buck
- Danny Trejo como Digger
- Robert Carradine como Bart
- Weston Cage como Bob
- Brian Austin Green como Chuck Palmer
- Tim Abell como Diablos Thomas
- Peter Sherayko como George Maledon
- Kelsey Reinhardt como Jolene Palmer

## Producción
En diciembre de 2023, se anunció que un thriller occidental titulado The Night They Came Home, dirigido por Paul G. Volk y escrito por John A. Russo y James O'Brien, estaba completo, y que Charlie Townsend, Danny Trejo, Robert Carradine, Weston Cage, Brian Austin Green, Tim Abell, Peter Sherayko y Kelsey Reinhardt completan el reparto.

## Estreno
The Night They Came Home fue estrenada por Lionsgate Home Entertainment el 12 de enero de 2024.